# Kerstin de Ahna
Kerstin de Ahna (* 2. Juli 1935 in Braunsberg, Ostpreußen) ist eine deutsche Schauspielerin und Synchronsprecherin.

## Karriere
Ihre Eltern waren das Ehepaar Karl und Erika de Ahna. Sie erhielt ihre Schauspielausbildung bei Eduard Marks in Hamburg sowie bei Lucie Höflich und Hilde Körber in Berlin.
Ihr erstes Engagement bekam sie 1957 an den Städtischen Bühnen Heidelberg. 1959 ging sie an das Theater Koblenz. Im Jahr darauf sah man sie am Theater am Dom in Köln und am Theater am Rossmarkt in Frankfurt am Main.
1961 arbeitete sie am Theater Die Kleine Freiheit in München. Im Folgejahr nahm sie am Festival dei Due Mondi Spoleto teil. Zurück in München waren ihre nächsten Stationen das Theater unter den Arkaden und das Kabarett Die Zwiebel.
1966 spielte sie an den Kammerspielen Düsseldorf und 1967 am Berliner Theater. Von 1968 bis 1972 war sie Mitglied des Schillertheaters in Berlin.
Von 1972 bis 1976 war sie Mitglied der Münchner Kammerspiele. 1976 war sie als Gast an der Freien Volksbühne Berlin. 1979/1980 spielte sie als Gast am Renaissance-Theater Berlin. Sie unternahm zehn Tourneen, u. a. mit dem Theaterstück Teures Glück von Jean Bouchaud, gemeinsam mit Inge Meysel.
Als Schauspielerin war de Ahna unter anderem in den Fernsehserien Tatort, Derrick und Die Schwarzwaldklinik sowie in den Filmen Die Libelle und Teenage Angst zu sehen.
Als Synchronsprecherin ist de Ahna unter anderem in dem Film Der Auslandskorrespondent sowie in den Fernsehserien Unsere kleine Farm und Falcon Crest zu hören.
Seit 2013 ist sie die deutsche Stimme von Judi Dench. Auch als Hörspielsprecherin war sie im Einsatz. In dem Durbridge-Mehrteiler Paul Temple und der Fall Conrad konnte man sie neben René Deltgen, Annemarie Cordes und Kurt Lieck hören.

## Filmografie (Auswahl)
- 1961: Ein Augenzeuge (Fernsehfilm)
- 1963: Die fünfte Kolonne – Es führt kein Weg zurück
- 1964: Kommissar Freytag – Der rettende Stempel
- 1964: Verdammt zur Sünde
- 1965: Stahlnetz: Nacht zum Ostersonntag
- 1965: Der Fall Hau
- 1966: Intercontinental Express – Die Reise nach Rom
- 1966: Im Jahre Neun (Fernsehspiel)
- 1967: Das Kriminalmuseum – Die rote Maske
- 1967: Dreizehn Briefe (Fernsehserie)
- 1968: Der Mann, der keinen Mord beging (Fernseh-Mehrteiler)
- 1968: Die Pickwickier
- 1968: Teaparty
- 1969: Finke & Co. (Fernsehserie)
- 1970: Celia (Fernsehfilm)
- 1972: Die Nacht der Frauen (Fernsehfilm)
- 1972: Tatort – Kressin und der Mann mit dem gelben Koffer
- 1975: Derrick – Kamillas junger Freund
- 1977: Katz und Mäuse
- 1979: Der Mörder
- 1980: Mein Mann ist mein Hobby
- 1981: Tatort – Katz und Mäuse
- 1984: Die Libelle (The Little Drummer Girl)
- 1985: Plötzlich und unerwartet
- 1986: Le Loufiat, Paris
- 1987: Moselbrück
- 1987: Die Schwarzwaldklinik – Der Fremde in der Hütte
- 1987: Die Schwarzwaldklinik – Das Geständnis
- 1993: Tatort – Gefährliche Freundschaft
- 1994: Nacht der Frauen (Mini-Serie in drei Teilen)
- 2008: Teenage Angst
- 2011: Tatort – Der illegale Tod
- 2011: Notruf Hafenkante – Verzaubert
- 2012: Fernweh (Kino)
- 2012: Ein Mann ein Mord (Fernsehfilm)
- 2013: Almuth und Rita (Fernsehspiel)
- 2013: Und morgen Mittag bin ich tot
- 2014: Berlin
- 2015: Der Bergdoktor – Zwei Mütter
- 2016: Hubert und Staller (Episode „Amors tödlicher Pfeil“)
- 2017: 2 Sturköpfe im Dreivierteltakt
- 2018: SOKO Stuttgart – Späte Rache (1. Teil)
- 2020: Der Alte – Verlorene Seelen
- 2020: Verzeih mir, Vater

## Hörspiele
- 1961: Paul Temple und der Fall Conrad (als June Jackson) – Regie: Eduard Hermann
- 1961: Gefährliches Geld (als Carol Vetch) – Regie: Walter Netzsch
- 1970: Nachtschicht (als Büfettfräulein) – Regie: Heinz Hostnig
- 1971: Das Klavier (als Rosalie Moritz, Kaufmannsfrau) – Regie: Otto Kurth
- 1976: Der Kongress der Tubabläser (als Annette Blaikley) – Regie Heinz-Günter Stamm
- 1982: Von irgendwo Flötenspiel (als Frau Woller) – Regie: Anke Beckert
- 1982: Mit tödlicher Sicherheit (als Eva) – Regie: Michael Peter
- 1985: Frau Nazirah wird Direktor (als Laila) – Regie: Michael Peter
- 1990: Im Museum (als Frau Schmitz) – Regie: Otto Düben
- 1990: Sissis zwielichtige Nichte (als Berliner Dame) – Regie: Michael Peter
- 1994: Der letzte Detektiv (als Megan Alcatraz) – Regie: Werner Klein

## Synchronarbeiten (Auswahl)
Judi Dench
- 2013: als Philomena in Philomena
- 2015: als Evelyn Greenslade in Best Exotic Marigold Hotel 2
- 2015: als M in James Bond 007: Spectre
- 2017: als Prinzessin Dragomiroff in Mord im Orient Express
- 2017: als Königin Victoria in Victoria & Abdul
- 2019: als Old Deuteronomy in Cats (nur Sprache)

### Filme
- 1961: Laraine Day als Carol Fisher in Der Auslandskorrespondent
- 1991: Rosanna DeSoto als Azetbur in Star Trek VI: Das unentdeckte Land
- 1993: Julie Harris als Reggie Delesseps in Stephen Kings Stark

### Serien
- 1983: Shannon Tweed als Diana Hunter in Falcon Crest
- 1985: Karen Grassle als Caroline Ingalls (2. Stimme (ARD)) in Unsere kleine Farm